# Angelo La Bella
Angelo La Bella (Roma, 6 dicembre 1918 – Viterbo, 26 febbraio 2005) è stato un politico e partigiano italiano, subentrato il 3 settembre 1964 alla morte di Palmiro Togliatti nella IV legislatura e confermato nella V e VI alla Camera dei deputati.

## Biografia
Nacque nel centro di Roma in una famiglia artigiana; il padre lavorava l'ebano e il giovane Angelo diventò suo apprendista. Proseguì gli studi diventando tecnico radiologo; in questo ruolo venne richiamato sul fronte albanese nel 1940, impegnato nell'ospedale centrale di Tirana. Nel 1941 fu trasferito in Francia, nel 1943 stanziato a Savona alla notizia dell'Armistizio disertò per rientrare nella capitale e unirsi alla resistenza romana.
Al termine del conflitto si iscrisse al Partito Comunista Italiano diventando segretario della sezione del Celio. Nel 1948 si trasferì per lavoro a Viterbo; nel 1950 venne arrestato per reati di opinione e incitamento ai contadini per l'occupazione di terreni.
Candidato alle elezioni politiche del 1963 risultò primo dei non eletti, subentrando a Montecitorio nel settembre 1964 alla morte di Palmiro Togliatti. Venne confermato alla Camera nelle due successive legislature, rimanendo in carica fino al 1976
Dal 1952 al 1990 fu sindaco di Civitella d'Agliano, comune della provincia di Viterbo. Nel 1989 non assecondò la scelta di Occhetto comunicata alla Bolognina e nel 1991 aderì al neonato Partito della Rifondazione Comunista.
Morì all'età di 86 anni nel febbraio 2005.